# Spektar (boja)
Spektar boja ili spektralne boje u prirodi nalazimo kao dugine boje. Spektar se sastoji od 6 čistih boja: žuta, narančasta, crvena, ljubičasta, plava i zelena, koje su u različitim međusobnim odnosima i kontrastima.

## Osnovne ili primarne boje
Osnovne ili primarne boje su boje od kojih nastaju sve ostale boje:
- crvena
- žuta
- plava

### Sekundarne boje
Nastaju miješanjem primarnih (osnovnih) boja:
- zelena (plava + žuta)
- narančasta  (žuta + crvena)
- ljubičasta  (crvena + plava)

### Tercijarne boje
Nastaju miješanjem primarnih (osnovnih) i sekundarnih boja:
- narančastocrvena
- žutonarančasta
- žutozelena
- plavozelena (tirkizna)
- plavoljubičasta (indigo)
- crvenoljubičasta (purpurna)

## Spektar boja
Pustimo uzak snop bijele svjetlosti kroz pukotinu da prođe kroz optičku leću tako da zrake u paralelnom snopu padaju na optičku prizmu. Pri tom prizma mora biti namještena na minimum devijacije. Nakon loma u prizmi taj će se uski snop svjetlosti raširiti u široku prugu raznobojne svjetlosti koja se zove spektar boja. Spektar bijele svjetlosti sastoji se od 6 boja i to: crvene, narančaste, žute, zelene, plave i ljubičaste koje neprekidno prelaze jedna u drugu. Ovo rastavljanje bijele svjetlosti u 6 spektralnih boja zove se disperzija svjetlosti. Disperziju svjetlosti je prvi istražio I. Newton i time objasnio hipotezu da je bijela svjetlost sastavljena iz različitih, takozvanih spektralnih boja. 
Kako se prizmom svjetlost dvaput lomi, to do disperzije dolazi zato što svaka spektralna boja ima različiti indeks loma. Kod toga se najmanje lomi crvena, a najviše ljubičasta svjetlost. Dakle, indeks loma ljubičaste svjetlosti veći je od indeksa loma crvene svjetlosti. Odatle izlazi da se crvena i ljubičasta svjetlost šire u staklu različitim brzinama. Znači da brzina svjetlosti u prozirnim sredstvima ovisi o boji svjetlosti. Brzina crvene svjetlosti je najveća. Sve manju brzinu ima po redu, narančasta, žuta, zelena, plava i modra svjetlost, najmanju ljubičasta. 
Mjerenja su pokazala da u vakuumu brzina svjetlosti ne ovisi od njezine boje. Stoga u vakuumu nema disperzije svjetlosti. 
Da je spektralna svjetlost homogena i jednobojna (monokromatska), to jest da se ne da rastaviti, možemo se uvjeriti pokusom. U zastoru na koji pada spektar boja napravi se uska pukotina tako da kroz nju prolazi snop jednobojne svjetlosti i da pada na drugu prizmu. Druga prizma mora biti tako postavljena da joj lomni brid bude paralelan s lomnim bridom prve prizme. Zbog loma na prizmi svjetlost će biti otklonjena, ali neće nastati disperzija.